# 캡틴 재뉴어리
캡틴 재뉴어리(Captain January)는 미국에서 제작된 데이빗 버틀러 감독의 1936년 코미디, 뮤지컬, 가족 영화이다. 셜리 템플 등이 주연으로 출연하였고 버디 G. 드실바 등이 제작에 참여하였다.

## 출연

### 주연
- 셜리 템플
- 가이 키비

### 조연
- 슬림 서머빌
- 버디 엡슨
- 사라 하든
- 제인 다웰
- 준 랭
- 제리 터커
- 넬라 워커
- 조지 어빙
- 짐 파리
- 시 젠크스

## 제작진
- 의상: 그웬 웨이크링